# Champion of Lost Causes

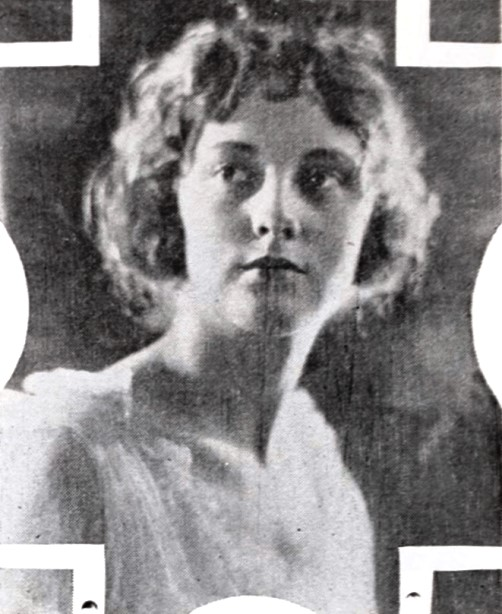
Barbara Bedford, 1925

 Champion of Lost Causes és una pel·lícula muda en blanc i negre dirigida per Chester Bennet que es va estrenar el 22 de gener de 1925. Els actors principals van ser Edmund Lowe, Barbara Bedford i Alec B. Francis. Pel·lícula basada en la narració homònima de Max Brand apareguda el 1924 a la revista Flynn's Magazine.

## Repartiment
- Edmund Lowe (Loring)
- Barbara Bedford (Beatrice Charles)
- Walter McGrail (Zanten/Dick Sterling)
- Jack McDonald (Joseph Wilbur)
- Alec B. Francis (Peter Charles)

## Argument
Loring és un novel·lista que buscant material per a la propera obra, visita un local de joc regentat per un home anomenat Zanten. Allà es fixa en Joseph Wilbur que està actuant estranyament. Aquest va a casa de Peter Charles disposat a explicar-li alguna cosa sobre Dick Sterling, el qual està compromès amb la seva filla Beatrice. Abans que pugui parlar és assassinat d'un tret per Zanten que està amagat, just quan Loring arriba a la casa. Peter és acusat de l'assassinat, però Loring, que s'ha enamorat de Beatrice només de veure-la,creu que és innocent i decideix investigar. S'entrevista amb Zanten per tal de demanar ajuda o assessorament però poc després, una banda de matons intenta acabar amb la seva vida diverses vegades. Finalment Loring descobreix que Zanten, que en realitat és Dick Sterling, és el veritable assassí. Peter Charles queda en llibertat i Loring i Beatrice es casen.